# メンドーサ
メンドーサ、あるいはメンドサ（スペイン語：Mendoza）は、アルゼンチン共和国メンドーサ州にある都市。同州の北部のアンデス山脈の東側に位置する。
アルゼンチン西部の遠くアンデス最高峰アコンカグアを望む標高約800mの高原地帯にあり、チリ側に向かうアンデス横断鉄道や道路の要地である。1561年に創設され、1861年の大地震により都市部は壊滅状態となったが、現在は南欧風の近代都市に再生されている。

## 歴史
1600年以前には、80人に満たないスペイン人が居住していたとみられているが、原住民や奴隷による労働の搾取により徐々に繁栄し始め、カトリックが根付いていった。1788年に付近の川を灌漑に利用し始めると、農作物の収量が増大した。
1861年の地震では、少なくとも5000人が犠牲となった。街は、地震活動の激しい場所でも耐えられる、新しい都市の設計を取り入れて再建された。アルゼンチンの他の街のものより大きな広場や広い道路、歩道が造られた。

## 産業
メンドーサ州は、温暖少雨の地中海性気候のため、ブドウ栽培、ワイン醸造が盛んであり、アルゼンチン産のワインの7割近くが作られ、メンドーサに集積される。快適な気候とワイン、牧歌的な風景を求めて例年多くの観光客が訪れる。オリーブオイル作りも盛んである。

## 交通
- フランシスコ・ガブリエリ国際空港

## 祭り
- 市内では、ブドウの収穫期である3月第1週に収穫祭が行われる。

## 姉妹都市
- ストラスブール、フランス
- カッセル、ドイツ
- フェニックス (アリゾナ州)、アメリカ合衆国
- ヴロツワフ、ポーランド